# 汉语水平考试

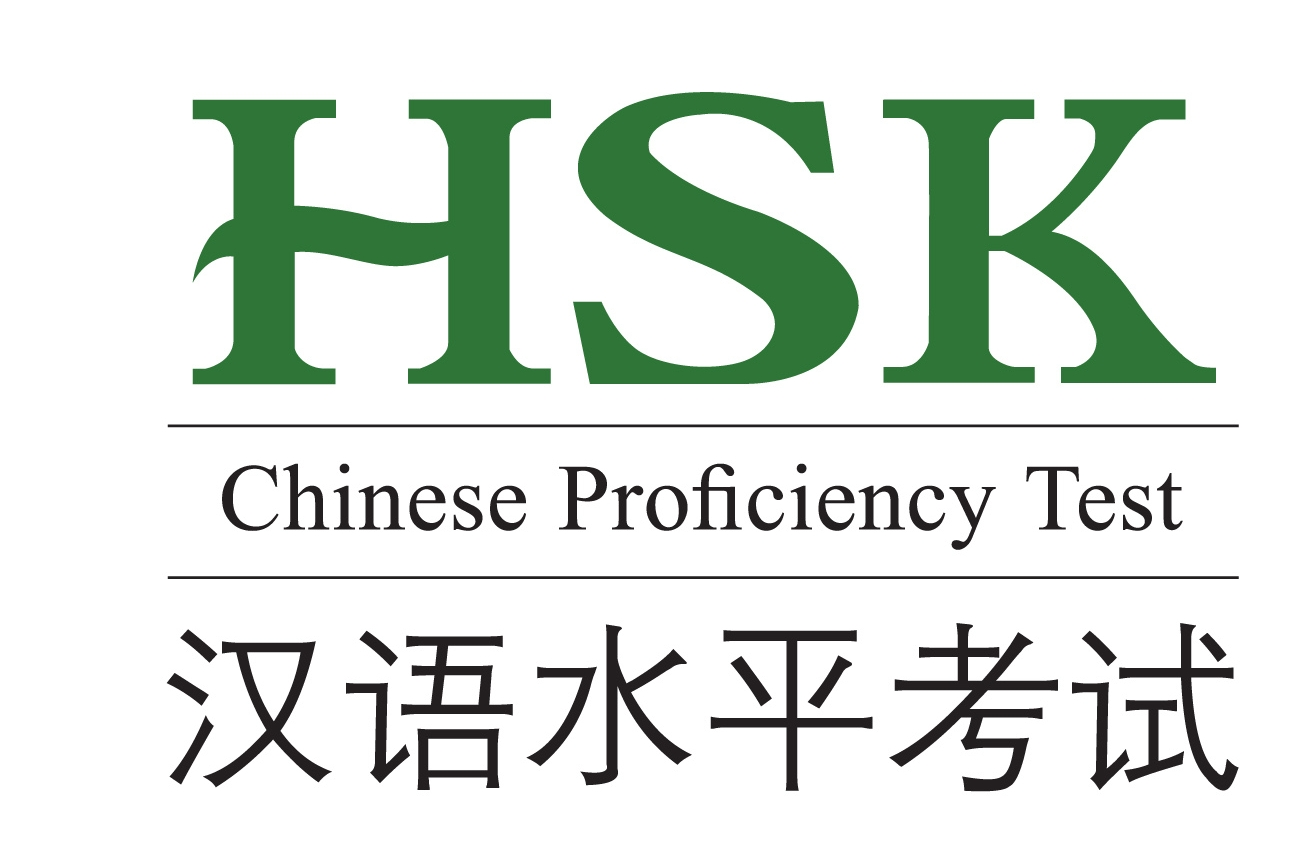
汉语水平考试标志

漢語水平考試（官方簡稱），又稱中國漢語水平考試，是中華人民共和國為测试母語非漢語者（包括外國人、華僑和中國大陸少數民族人员）的漢語水平而設立的官方國家級標準化考試。
漢語水平考試由北京語言大學漢語水平考試中心設計研製，包括簡寫為HSK（基礎）的基礎漢語水平考試，簡寫为HSK（初、中等）的初、中等漢語水平考試和简写为HSK（高等）的高等漢語水平考試。漢語水平考試每年定期在中國大陸、港澳地区和与中华人民共和国有建交的国家举办。凡考試成績达到規定標準者，可獲得相應等級的漢語水平證書。該考試由中华人民共和国教育部國家漢語考試委員會全權指導，並頒發漢語水平證書。HSK考试地位类似于英文考试的TOEFL和雅思、日语考试JLPT、韩语考试TOPIK等各个国家政府举办的各自语言能力考试。

## 历史
1984年北京语言大学开始创设HSK考试。1992年HSK成为国家考试。2011年，北京国际汉语学院开始进行HSK网络考试。截至2017年底，在全球130个国家（地区）设立1100个考点（其中中国大陆358个，海外742个）。海外考点中，“一带一路”沿线国家考点245个，孔子学院/独立孔子课堂考点475个（新增21个）。提供网考服务的考点417个，网考覆盖率达38%。全年各类汉语考试考生人数达650万人。其中，HSK/HSKK/YCT/BCT收费考试考生总计77万人，同比增长38%；网考考生共计11.72万人，同比增长39%。
因一个中国政策，该测试不适用于除海地外其余与中华民国有外交关系的国家，也无法在臺灣举办考试。在台湾及这些国家和地区只能参加华语文能力测验。

## 分级
HSK共六级: HSK一级、HSK二级、HSK三级、HSK四级、HSK五级、HSK六级。六级为最高等级。
新推出的HSK（七—九级）于2022年11月26日进行全球首考后，最高级别也上升至9级。但七—九级仍处于测试阶段。

## 相关链接
- 考點-香港中文大學雅禮中國語文研習所 （页面存档备份，存于）
- 汉语考试服务网 （页面存档备份，存于）